# Các vị thần trong Forgotten Realms
Đây là danh sách các vị thần xuất hiện trong thế giới giả tưởng Forgotten Realms (những miền đất bị lãng quên) của dòng game nhập vai Dungeons & Dragons.

## Đặc điểm thần thánh Forgotten Realms
Thần là các thực thể hùng mạnh chi phối muôn vàn khía cạnh của tự nhiên và đời sống con người, dựa vào thiên chức mà Đấng Ao chỉ định.Thần linh có thể tấn công và cướp đoạt thiên chức của nhau.
Dù chư thần đều bất tử, song điều này không có nghĩa là họ chẳng bao giờ chết. Nếu một vị thần không còn được người đời thờ phụng, tin tưởng, vị ấy sẽ tạm thời chết đi và trôi dạt vào Biển Tinh Không (Astral Sea). Càng được nhiều người thờ cúng, tin tưởng, tín nhiệm, sự tồn tại của vị thần ấy càng được củng cố, dẫn tới sức mạnh gia tăng. Duy chỉ có Đấng Ao là bất tử tuyệt đối và không cần ai tôn thờ.

### Phân loại theo cấp bậc
Các vị thần của thế giới Forgotten Realms được phân chia theo cấp bậc. Càng có nhiều tín đồ và quyền năng thì cấp bậc càng cao và ngược lại.

#### Chuẩn thần (Quasi-Deity)
Chuẩn thần là thực thể giống thần. Họ có sức mạnh phi thường và thậm chí sở hữu một thân thể bất tử. Song chuẩn thần vẫn không phải là thánh thần, nên họ không có cấp bậc và cũng không được phép thành lập giáo phái. Khá nhiều Quỷ vương và anh hùng bất tử được xếp vào bậc này.

#### Á thần (Demigod)
Á thần của thế giới Forgotten Realms là bậc thấp nhất trong thần bảng. Các vị này thường có vài trăm đến hàng nghìn tín đồ, thiên chức nhỏ bé và sức mạnh không nhiều. Cấp bậc của một á thần là từ một đến năm.

#### Tiểu thần (Lesser Deity)
Bậc tiểu thần không chỉ mạnh hơn á thần, mà còn làm chủ một giáo phái hoặc tôn giáo có hàng vạn tín đồ. Cấp bậc của họ là sáu đến mười.

#### Trung thần (Intermediate Deity)
Trung thần là những vị thần nổi tiếng và đầy quyền năng. Mỗi người đều có hàng trăm nghìn tín đồ thờ phụng. Cấp bậc của họ là mười một đến mười lăm.

#### Đại thần (Greater Deity)
Những vị thần mạnh nhất, nổi tiếng nhất và có địa vị hàng đầu. Họ có hàng triệu tín đồ và nắm quyền quản lý những vị thần khác, cũng như các vấn đề trọng đại trên toàn Đa vũ trụ. Thần Vương là danh hiệu tôn xưng dành cho vị Đại thần đứng đầu của một thần tộc. Cấp bậc của họ là mười sáu đến hai mươi.

#### Siêu thần (Overdeity)
Siêu thần có thể nói là vị thần của chư thần. Hiện nay trên thế giới Forgotten Realms chỉ có Đấng Ao là người duy nhất được xác nhận là siêu thần. Nhưng ông ấy vẫn chưa phải là thực thể cao nhất. Quang Thể hay Luminous Being, thứ đại diện cho những người sáng lập nên trò chơi, mới là đấng tối cao của toàn bộ thế giới D&D.

### Phân loại theo nguồn gốc

#### Thần bản địa
Họ là những vị thần hiện hữu từ khi Abeir-Toril mới hình thành, hoặc xuất thân từ chính nơi này. Trong số họ, nhiều nghời đã từng tham dự vào Cuộc Chiến Ban Sơ. Kể từ khi Abeir tách khỏi Toril, thần linh không còn bất tử vĩnh viễn, mà phải lệ thuộc vào tín ngưỡng của phàm nhân.

#### Thần ngoại lai
Những vị thần đến từ nhiều vũ trụ khác mà Đấng Ao đã tạo nên cùng với Abeir-Toril. Họ được biết đến và thờ phượng ở thế giới này bởi sự di cư của nhiều chủng tộc như người tiên, người lùn, người khổng lồ, vân vân.

## Chư thần của loài người

### Thần tộc Ferûnian
Thần tộc Faerûnian bao gồm đa số thần linh được nhân loại thờ phụng trên khắp lục địa Faerûn.

#### Đại Thần
- Akadi: nữ thần không khí, tốc độ và chuyển động. Bà vốn là Tinh Linh Nguyên Thủy, nhưng đã về phe các thần trong Cuộc Chiến Ban Sơ.[2]
- Asmodeus: thần tội lỗi, buông thả, khoái lạc. Hắn là Chúa Quỷ hùng mạnh nhất dưới Baator. Hắn đã chạm đến địa vị thần linh sau khi tước đoạt thần tính của Azuth. Bởi nhân loại càng lúc suy đồi, thành ra sức mạnh của Asmodeus dần dần tăng lên. Cho đến sự kiện Second Sundering, Asmodeus vừa là Quỷ Vương lại vừa là Đại Thần.[1][3]
- Bane: vị Chúa tể hắc ám, thần của nỗi sợ, căm ghét, thù hằn, xung đột và thói bạo ngược. Hắn cùng với Bhaal và Myrrkul tạo thành Bộ Ba Kinh Hoàng. Bane là phản diện chính trong loạt sự kiện Thời Khắc Gian Truân và tử trận với thần Torm. Đến cuộc Phân Ly Thứ Hai, Bane và nhiều vị thần khác được hồi sinh.
- Chauntea: nữ thần đất mẹ, nông nghiệp, thu hoạch, bảo hộ cho giới nông dân và người làm vườn. Bà được tạo ra bởi hai vị nữ thần Shar và Selûne. Khao khát được tắm trong nắng ấm của Chauntea đã thôi thúc Selûne tạo nên Mặt Trời, thứ đã chấm dứt tình cảm chị em giữa Shar và Selûne.
- Cyric: thần giết chóc, cái chết, vong linh, ảo tưởng, lừa dối, âm mưu, bóng tối và xung đột. Tuy là một người phàm, nhưng hắn đã giết được Bhaal trong sự kiện Thời Khắc Gian Truân, đoạt lấy thiên chức của ông ta để trở thành một vị thần đầy quyền lực. Cyric được cho là kẻ sát hại Midnight (người tạm thay thế Mystra), dẫn đến loạt sự kiện Spellplague, hay Thảm Họa Phép Thuật. Người yêu cũ của Midnight là Kelemvor đánh bại Cyric và đoạt lấy thiên chức của hắn.
- Grumbar: vị thần của sự cứng rắn, kiên định, lời thề và đất. Giống như Akadi, Grumbar từng là một Tinh Linh Nguyên Thủy.
- Istishia: nữ thần nước và sự thanh lọc. Tinh Linh Nguyên Thủy trở thành thần.
- Kelemvor: thần cai quản người chết và âm ty, người thẩm phán công bằng với mọi linh hồn. Ông từng là phàm nhân và cũng là đồng đội của Cyric trong sự kiện Thời Khắc Gian Truân, nhưng Cyric đã phản bội Kelemvor vì ghen tỵ tài năng và còn muốn hủy diệt linh hồn ông. Trong cuốn sách "Ông Hoàng Dối Gian", Kelemvor đã hồi sinh và đánh bại Cyric, chấm dứt một thời kỳ thảm khốc.
- Kossuth: thần của lửa, sự thiêu đốt và khô hạn. Một Tinh Linh Nguyên Thủy có tâm tính thất thường. Ông về phe các thần trong Cuộc Chiến Ban Sơ và được phong thần sau đó.
- Lathander: vị thần mùa xuân, bình minh, tuổi trẻ, sinh sôi và sự sống. Ông là một nửa bị tách ra của thần mặt trời Amaunator.
- Amaunator: vị thần mặt trời, pháp luật, giao ước, quyền lực và bộ máy nhà nước. Ông là đứa con được tạo ra từ ngọn lửa sơ khai của nữ thần Selune. Chính bởi ánh sáng chói lòa của đứa trẻ xua tan đêm tối (Shar), khiến hai chị em nảy sinh mối thù hằn. Sau khi Đế quốc Netheril sụp đổ, loài người đánh mất niềm tin với Amaunator, buộc ông chìm sâu vào một giấc ngủ và gần như biến mất. Một mảnh linh hồn của ông bị tách ra, hình thành một nhân cách lương thiện có tên Lathander. Cuối cùng, Lathander và Amaunator hợp nhất, trở thành một vị thần vừa chính trực và nhân từ.
- Mystra: nữ thần ma thuật, thần chú, bùa phép và "The Weave". Ban đầu, cô được gọi là Mystril, đứa con gái bất đắc dĩ được sinh ra khi nữ thần Selune chống lại Shar. Selune tự chia tách một chút thần tính rồi ném vào Shar, khiến năng lượng và thần tính của hai vị thần hợp thành Mystril. Shar cảm thấy ô nhục vì đã sinh con theo cách đấy, đồng thời khao khát thay thế The Weave bằng Shadow Weave, nên bà liên tục tìm cách giết Mystra.
- Oghma: vị thần tri thức, phát minh, cảm hứng và thi ca. Ông là thành viên của thần tộc Túatha Dé Danann trong thần thoại Celtic, nhưng đã đến Faerûn để có thêm tín đồ.
- Selûne: nữ thần ánh sáng, mặt trăng, tinh tú, hàng hải. Từng là đứa con mà Đấng Ao thương yêu nhất. Vào thời Đế Chế Netheril vẫn trên đà thịnh vượng, Selune nắm giữ các thiên chức về tình yêu, hôn nhân, sắc đẹp, trinh bạch, tiên tri, giấc mơ và mùa thu. Trong sự kiện Thời Khắc Gian Truân, Shar thừa lúc Selûne biến thành phàm nhân đã cướp đoạt Thần Trượng Tứ Nguyệt (vũ khí của Selûne) và còn bắt giam chính chủ. Các nhân vật chính phải tìm cách lấy lại bảo vật và giải thoát Selûne. Nữ thần mặt trăng và giáo phái của bà vẫn là đồng minh lớn của các anh hùng.
- Shar: nữ thần bóng tối, đêm đen, lãng quên, mất mát, bí mật, hang động và ngục thất. Dẫu là chị em song sinh với Selûne, nhưng Shar có tính cách hoàn toàn trái ngược. Bà là một trong các thế lực phản diện lớn mạnh nhất của Forgotten Realms.
- Silvanus: Chúa Tể Tự Nhiên, vị thần cai quản thiên nhiên hoang dã, đồng thời bảo hộ cho phái druids.
- Sune: nữ thần tình yêu, sắc đẹp và niềm đam mê.
- Talos: vị thần giông bão, phá hoại, động đất và hỏa hoạn.
- Tempus: vị thần chiến tranh và trận chiến.
- Torm: vị thần trách nhiệm, trung thành, phục vụ, lòng dũng cảm, đức hy sinh, hiệp sĩ và pháp luật. Torm đã từng là vị vua anh hùng xứ Chalsembyr. Trong sự kiện Thời Khắc Gian Truân, Torm và giáo phái nhỏ bé của mình đánh đổi sinh mạng để tiêu diệt thần Bane. Đấng Ao hài lòng vì tinh thần trách nhiệm của Torm nên đặc cách hồi sinh ông. Sau cái chết của thần Tyr, Torm trở thành vị thần bảo hộ pháp luật. Hành trình từ một người lính trở thành đức vua, rồi từng bước leo lên cấp bậc Đại Thần của Torm vẫn được truyền tụng đến ngày nay.
- Tyr: thần công lý, pháp luật, chiến tranh và mưu lược. Ban đầu, ông là một vị thần của xứ Ysgard (dựa trên Asgard trong thần thoại Bắc Âu). Thần Vương Odin cho phép Tyr đặt chân đến Faerûn để chống lại quỷ dữ. Tyr bị vướng phải một âm mưu và sát hại thần Helm, một hành động khiến ông phải ân hận suốt đời. Trước khi chết, ông trao lại tất cả sức mạnh và thiên chức cho đồng đội là Torm.
- Ubtao: vị thần cai quản rừng nhiệt đới, loài khủng long và xứ Chult. Vốn là một Tinh Linh Nguyên Thủy, nhưng ông ta phản bội đồng loại, mở ra bước ngoặt cho Cuộc Chiến Ban Sơ.

#### Trung Thần
- Auril: nữ thần băng giá, cái lạnh, mùa đông.
- Beshaba: nữ thần bất hạnh và xui xẻo. Một nửa của nữ thần hạnh vận Tyche.
- Gond: vị thần rèn đúc, chế tạo, nghề thủ công và sự khéo tay.
- Helm: vị thần bảo vệ và cảnh giác. Ông là người duy nhất không bị Đấng Ao trục xuất đến hạ giới trong sự kiện Thời Khắc Gian Truân, được giao nhiệm vụ canh giữ Cây Cầu Thiên Giới.
- Ilmater: vị thần của sự nhẫn nhịn và bền bỉ, người xoa dịu nỗi thống khổ và đoạ đày. Ông bảo vệ cho những ai bị áp bức.
- Loviatar: nữ thần trừng phạt, đau đớn và tổn thương, có nguồn gốc từ thần thoại Phần Lan.
- Mask: thần trộm cắp, mưu mô và bóng tối, người bảo hộ phường trộm cướp. Hắn bị Cyric đoạt lấy thiên chức.
- Mielikki: nữ thần rừng, dã thú và mùa thu, người bảo hộ các mộc tinh.
- Tiamat: nữ thần tham lam và ác long.
- Tymora: nữ thần vận may và thắng lợi, một nửa của Tyche.
- Umberlee: nữ thần tà ác cai trị biển khơi, dòng hải lưu và sóng gió.
- Waukeen: nữ thần thương mại, tiền tài và sung túc.

#### Tiểu Thần
- Azuth: Thần bảo trợ pháp sư. Trong loạt sự kiện Thảm Họa Phép Thuật, ông bị trọng thương và rơi xuống Baator. Các nhân vật chính có nhiệm vụ giải cứu Azuth, nhưng phát hiện quỷ vương Asmodeus đã hợp nhất với ông. Cả đội phải chiến đấu để chia tách Azuth và Asmodeus, nhưng rốt cuộc Asmodeus vẫn trở thành thần.
- Deneir: vị thần của văn chương, nghệ thuật, chữ viết, hội họa và ghi chép.
- Eldath: nữ thần hòa bình.
- Malar: Thú Vương, nam thần cai quản dã thú, săn bắn và cơn khát máu.
- Lliira: nữ thần niềm vui, hạnh phúc, nhảy múa, lễ hội, tự do và giải phóng.
- Lurue: nữ thần của các loài vật biết nói.
- Malar, còn gọi "Beastlord", thần săn bắn, ma sói, dã thú và sự khát máu.
- Milil: vị thần thi ca, âm nhạc và hùng biện. Thuộc hạ của Oghma.
- Shaundakul: vị thần gió, cánh cửa, lữ hành và khám phá, người bảo hộ lữ khách.
- Talona: nữ thần của độc dược và bệnh dịch.

#### Á Thần
- Fzoul Chembryl: thuộc hạ của Bane.
- Garagos: thần của sự cướp bóc và phá hoại trong chiến tranh, thuộc hạ của Tempus.
- Gargauth: thần của sự phản bội, tàn ác, tham nhũng.
- Gwaeron Windstrom: thần theo dấu, truy lùng.
- Hoar: thần báo thù, trừng phạt và công lý.
- Jergal: Từng là một Đại Thần có sức mạnh vô biên. Chán ngán cuộc đời bất tử tẻ nhạt, cũng như không thể tìm thấy ai mạnh hơn ông, Jergal bèn trao lại thiên chức của mình cho "Bộ Ba Kinh Hoàng". Hiện thời, ông là vị thần của lễ tang, mai táng và là kẻ giữ gìn cái tên của người đã khuất. Sau cái chết của Myrrkul và hình phạt dành cho Cyric, Jergal chấp nhận giúp đỡ Kelemvor và hai người trở thành bạn.
- Nobanion: vị thần sư tử bảo vệ hoàng gia.
- Red Knight: nữ thần mưu lược, chiến thuật và kế hoạch. Con nuôi của chiến thần Tempus.
- Rivalen Tanthul: thuộc hạ của Shar.
- Savras: thần tiên tri, thuật bói toán. Ông căm ghét Azuth vì đã phong ấn mình trong một cây quyền trượng pháp thuật. Sau khi Mystra bị Cyric sát hại, Savras được coi là đã chết, nhưng cây quyền trượng chưa bị phá hủy thì ông vẫn có cơ hội phục sinh.
- Sharess: nữ thần khoái lạc, được coi là hình dạng khác nữ thần đầu mèo "Bast".
- Shiallia: nữ thần phì nhiêu, rừng rậm và sinh trưởng.
- Siamorphe: nữ thần của giới quý tộc.
- Ulutiu: vị thần cai quản sông băng, môi trường và sinh thái vùng cực. Vụ ngoại tình của Ulutiu và Othea khiến Thần Vương Annam nổi trận lôi đình, giam cầm hắn dưới biển băng địa cực.
- Uthgar: vị thần của sức mạnh thể chất.
- Valkur: vị thần bảo hộ thủy thủ, tàu thuyền, gió biển và hải quân.
- Velsharoon: thần của thuật gọi hồn, xác sống và thầy đồng.

## Thần tộc Asgardian
Lãnh Địa Anh Hùng Ysgard là tên gọi được sử dụng trong Forgotten Realms đề cập đến vũ trụ quan thần thoại Bắc Âu, bao gồm Asgard, Vanaheim, Jotunheim,... được giới thiệu ngắn gọn qua ấn phẩm "Deities & Demigods" ấn bản thứ ba. Thành viên duy nhất của thần tộc này có sự can thiệp sâu sắc vào Toril là thần Tyr.
- Odin All-Father: Thần Vương của Asgard, thần chiến tranh, quyền cai trị, không trung, tri thức, thông thái, ma thuật.
- Thor: thàn sấm chớp, sức mạnh, giông bão, chiến đấu.
- Tyr: thần công lý, pháp luật, chiến tranh, chiến lược.
- Sif: nữ thần chiến binh, đất đai và mùa vụ.
- Freya: nữ thần tình yêu, sắc đẹp, đá quý, xung đột và phì nhiêu.
- Frey: thần hòa binh, thịnh vượng, mùa hè, thời tiết, bảo hộ của Elves.
- Loki: thần bất hòa, lừa dối, sát nhân.
- Aegir: hung thần của biển khơi, sóng dữ, xoáy nước.
- Surtr: thần của người khổng lồ lửa.
- Thrym: thần của người khổng lồ băng.

## Thần tộc Olympian
Vũ trụ quan thần thoại Hy Lạp chiếm nhiều phần diện tích nhất trong đa vũ trụ Forgotten Realms, bao gồm những vị dện Arborea, Hades, Tarterus,...
- Zeus: thần bầu trời, không khí, giông tố, công lý, số phận.
- Ares: thần chiến tranh, giết chóc, xung đột.
- Artemis: nữ thần săn bắn, dã thú, rừng, sinh nở và
- Athena: nữ thần thông thái, tri thức, thủ công, chiến trận.
- Apollo: thần ánh sáng, tiên tri, thi ca, âm nhạc.
- Hades: thần âm phủ, người đã khuất, giàu sang và bóng tối.
- Hermes: thần giao thương, du hành, trộm cắp, thể thao.
- Hestia: thần bếp lửa, gia đình, che chở.
- Poseidon: thần biển cả, động đất.

## Long Thần tộc
Chủ yếu được thờ phượng bởi loài rồng, long nhân, tộc kobold,...
- Asgorath (Io): con rồng 9 đầu này chính là tổ tiên của loài rồng và các thần rồng. Thực tế, Asgorath là một Tinh linh khởi nguyên từng một thời đứng về phía các thần.
- Aasterinian: nữ thần học hỏi, phát minh, hài lòng.
- Astilabor: nữ thần tích trữ của cải và sự giàu sang.
- Bahamut, còn gọi là Xymor hay Marduk, thần của những con rồng tốt, gió, trí tuệ, ánh sáng và công lý.[3]
- Chronepsis: thần vận mệnh, cái chết, phán xét.
- Faluzure: thần của sự thối nát, xác sống, khô héo. Thực tế, Faluzure và Chronepsis là cùng một người.
- Garyx: hung thần của lủa, sự tàn phá và đổi mới.
- Hlal: nữ thần của tính vui vẻ, đùa nghịch và tin tức
- Kereska: nữ thần của pháp thuật và tính sáng tạo.
- Lendys: thần công bằng.
- Tamara: nữ thần sự sống, lòng khoan dung và ánh bình minh.
- Tiamat: nữ thần rồng hung bạo, hủy diệt và tham lam.
- Zorquan: một vị thần đã chết.

## Thần tộc Morndinsamman
Chủ yếu được thờ phụng bởi Người Lùn.
- Abbathor: thần tham lam.
- Berronar Truesilver: nữ thần của sự an toàn, trung thực, nhà cửa, chữa lành, gia đình, ghi chép, hôn nhân, đức tin, trung thành và lời thề.
- Clanggedin Silverbeard: thần chiến trận, chiến tranh, dũng cảm
- Deep Duerra: nữ thần của những người lùn tăm tối, tâm linh, chinh phục và bành trướng.
- Dugmaren Brightmantle: thần trí tuệ, phát minh, khám phá.
- Dumathoin: thần giàu sang, đá quý, khai thác mỏ, phát hiện, người chết.
- Gorm Gulthyn: thần bảo vệ, phòng thủ, canh gác, thận trọng.
- Haela Brightaxe: nữ thần của may mắn trên chiến trường, niềm vui của chiến tranh.
- Laduguer: thần của những người lùn tăm tối, vũ khí, nghệ nhân và pháp thuật.
- Marthammor Duin: thần dẫn đường, du hành và sấm chớp.
- Moradin: Vua của các vị thần Morndinsamman, chúa tể người Dwarves, thần sáng tạo, rèn đúc, xây dựng, bảo vệ.
- Sharindlar: nữ thần của sự sống và lòng khoan dung.
- Thard Harr: thần của những người lùn hoang dã, sinh tồn trong rừng, săn bắn.
- Vergadain: thần thịnh vương, may mắn, cơ hội, những tên trộm không độc ác, tính đa nghi, trêu ghẹo, thương lượng và tính láu cá.

## Thần tộc Seldarine
Chủ yếu được thờ phượng bởi các loài Elf (khác với loài Elf sống tại Ysgard) và con người.
- Aerdrie Faenya: nữ thần không khí, thời tiết, các loài chim, sự phồn vinh, bảo hộ cho loài Avariel.
- Angharradh: nữ thần mùa xuân, thực vật, sinh nở, bảo vệ, trí tuệ.
- Corellon Larethian: Thần Vương Seldarine, thần ma thuật, âm nhạc, mỹ thuật, thơ ca, nghề thủ công, chiến tranh, bảo hộ cho Elves, các nhà thơ và chiến binh.
- Deep Sashelas: thần biển cả, sáng tạo, tri thức, bảo hộ cho Sea Elves.
- Erevan Ilesere: thần tinh nghịch, thay đổi, láu cá, lừa gạt.
- Fenmarel Mestarine: thần của những Elves hoang dã, kẻ bị ruồng bỏ, vật hy sinh và sự cô độc.
- Hanali Celanil: nữ thần tình yêu, lãng mạn, vẻ đẹp, sức quyến rũ, mỹ nghệ, bảo hộ các nghệ nhân và nghệ sĩ. Thực tế, cô là một khía cạnh của Sune.
- Labelas Enoreth: thần thời gian, lịch sử, trường thọ, sự lựa chọn. Ông chỉ có một con mắt, vì con mắt kia đã hy sinh để nhìn thấy dòng thời gian của Đa Vũ Trụ. Enoreth có một sự liên kết lạ lùng với thần Odin từ Ysgard.
- Naralis Analor: thần chữa lành, vượt qua nỗi đau, siêu thoát.
- Rillifane Rallathil: thần rừng, thiên nhiên, Elves hoang dã và các Druids.
- Sehanine Moonbow: nữ thần của sự huyền bí, giấc mơ, cái chết, hành trình, mặt trăng, các ngôi sao, thiên đường, Moon Elves. Thực tế, cô là một gương mặt khác của Selune. Selune tham gia vào thần tộc Seldarine nhằm tìm kiếm đồng minh để chống lại Shar.
- Shevarash: thần chiến đấu và báo thù.
- Solonor Thelandira: thần bắn cung, săn bắt, sinh tồn nơi hoang dã.

## Thiên sứ tộc Aasimon
Tồn tại nhiều loài thiên sứ, hay Aasimon được cho là những tạo vật đầu tiên của thần thánh, đóng vai trò là sứ giả truyền tin, chiến binh bảo vệ trật tự và chống lại điều ác. Mỗi tộc thiên sứ đều có nguồn gốc khác nhau. Nếu họ chẳng may bị chết thì tinh túy vẫn còn đó và tái sinh thành Lights, một dạng thiên sứ với thân thể là năng lượng thuần khiết, để rồi trưởng thành và tiếp tục chiến đấu.

### Angel Deva
Angel Deva có nghĩa "sứ giả của những Deva", là chủng loài thiên sứ do thần tộc Deva (của thần thoại Ấn Độ) sáng tạo nên và được chia thành ba nhóm: Astral, Monadic và Movanic. Trong quá khứ, Thần Vương Indra và hỏa thần Agni từng can thiệp vào "Loạn Giới Bất Định Limbo" và xây dựng hai công trình tại đó. Hậu duệ của những Angel Deva đi theo phục vụ Indra dần dà trở thành cư dân Forgotten Realms. Họ liên minh với nhiều thần tộc khác trong cuộc xung đột vĩnh hằng với ác ma, xây dựng quân đội thiên đường ngày một hùng hậu.

### Angel Archon
Archon vốn là tộc thiên sứ bản địa của "Thất Đỉnh Thiên Sơn Celestia". Nguyên mẫu của họ chính là các thiên sứ thực thụ trong truyền thống Kitô giáo. Archons có hệ thống cấp bậc khá nghiêm ngặt. Những thành viên thấp hơn có thể thăng hạng sau khi được cấp trên công nhận phẩm chất, năng lực và chiến công. Họ thậm chí có thể biến đổi linh hồn những người chính trực, lượng thiện lúc sinh thời trở thành Lantern Archons, bậc thấp nhất, để gia tăng tộc loại.

#### Thất đại thiên sứ (Celestial Hebdomad)
Còn được gọi là Tổng lãnh thiên thần, những người cai quản bảy tầng trời của Thất Đỉnh Thiên Sơn, có quyền lực và địa vị giống như thần thánh. Từng có những thiên sứ lừng danh như Michael, Gabriel, Raphiel... nhưng họ đã qua đời trong cuộc chiến chống lại chúa quỷ, Asmodeus, Mephistopheles,... Chỉ có Zaphkiel là thiên sứ thuộc thế hệ đầu tiên vẫn còn sống tới hiện thời.
1. Barachiel the Messenger: cai quản bạch ngân thiên Lunia.
2. Domiel the Mercy-bringer: cai quản hoàng kim thiên Mercuria.
3. Erathaol the Seer: cai quản trân châu thiên Venya.
4. Pistis-Sophia the Ascetic: cai quản lưu ly thiên Solania.
5. Raziel the Crusader: cai quản bạch kim thiên Mertion.
6. Sealtiel the Defender: cai quản bảo ngọc thiên Jovar.
7. Zaphkiel the Watcher: cai quản trường minh thiên Chronias, đồng thời là lãnh tụ Celestial Hebdomad nói riêng và thiên sứ Archon nói chung.

### Angel Guardinal
Guardinal là tộc thiên sứ bản địa của vị diện Tự Nhiên Gia (House of Nature), về sau được sáp nhập vào "Vĩnh Phúc Lạc Thổ Elysium." Họ có diện mạo kỳ dị: thân người, đầu thú, cánh chim.